# Margarete Ammon

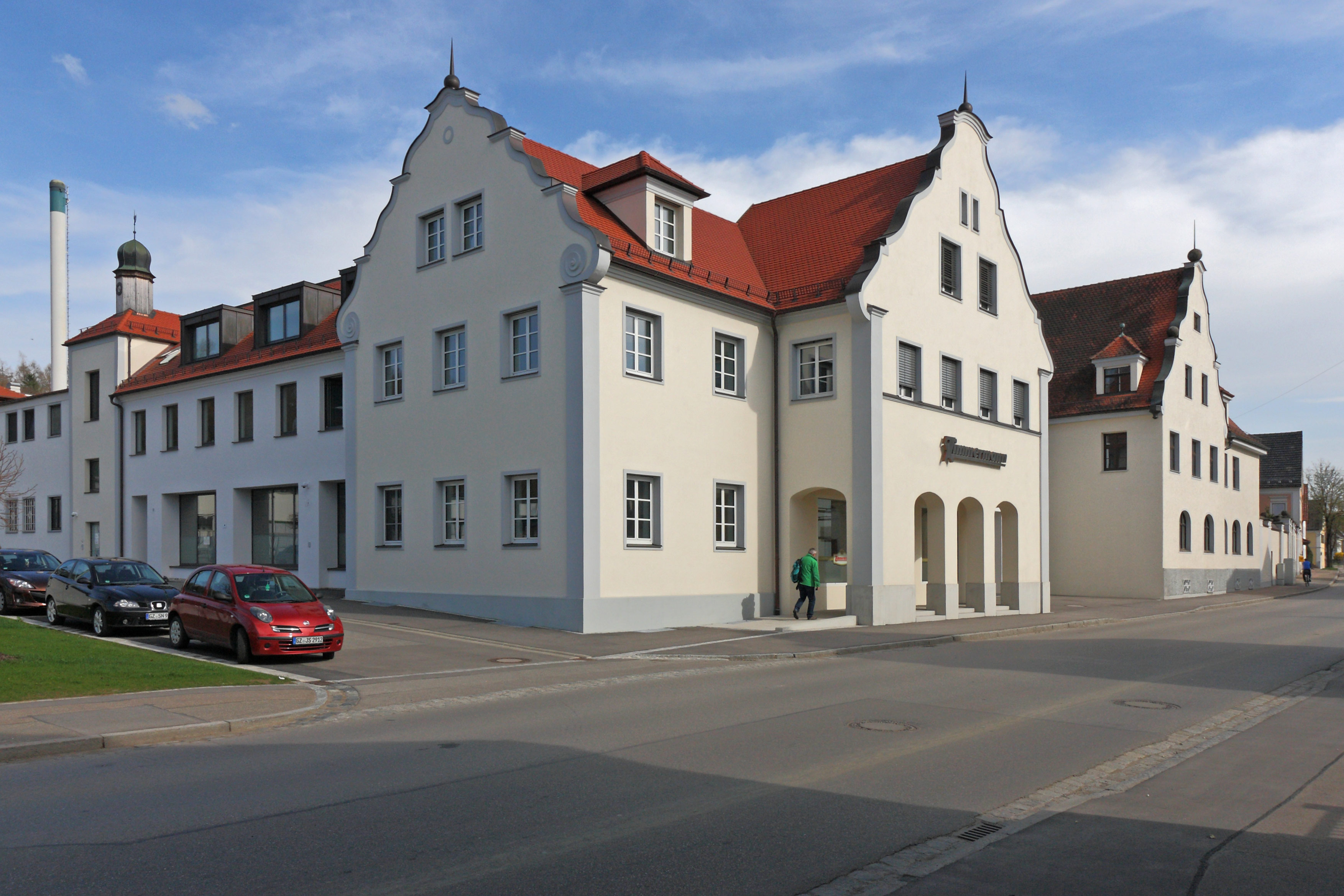
Die mittelständische Fleischwerke Zimmermann in Thannhausen, die Margarete Ammon als Unternehmerin führte

Margarete Ammon (* 7. März 1922 in München; † 16. September 2022 in Thannhausen) war eine langjährige Unternehmerin der Fleischwerke Zimmermann in der schwäbischen Stadt Thannhausen, Ehrensenatorin und Stifterin.

## Leben
Über das frühe Leben von Margarete Ammon ist wenig bekannt. Ihr Vater Fritz Kieninger führte die Fleischwerke Zimmermann und war Stadtrat in Thannhausen. In der Zeit des Zweiten Weltkriegs besuchte Margaret Ammon die Kunstschule Blocherer und studierte an der damaligen Technischen Hochschule München Architektur; später belegte sie auf Drängen ihres Großvaters Edmund Zimmermann, dem Kommerzienrat und Königlich-Bayerischen Hoflieferanten, an dieser Hochschule das Fach Betriebswirtschaftslehre.
1947 heiratete sie den Münchener Bildhauer und Architekten Georg Brenninger, von dem sie 1956, nach anderen Quellen 1962 geschieden wurde. Die Ehe blieb kinderlos.
1968 heiratete sie Heinz Ammon, Vorstandsmitglied der Dinkelacker-Brauerei, von dem sie sich 1982 trennte.

## Unternehmerin
Bereits 1949 gründete sie mit ihrer Schwester Barbara Hoffmann die Kithan GmbH, die kriegszerstörte Wohn- und Geschäftshäuser wiederaufbaute, darunter auch das Kithan-Haus am Maximiliansplatz in München, das seit 1998 unter Denkmalschutz steht. Der Firmenname Kithan setzt sich zusammen aus ihrem Geburtsnamen Kieninger und Thannhausen.
Als ihr Vater im Jahr 1963 starb, übernahm sie die Leitung der Fleischwerke Zimmermann in Thannhausen, die ihre Großeltern, Barbara und Edmund Zimmermann, gegründet hatten. Sie entwickelte als Geschäftsführerin die Fleischwerke Zimmermann zu einem Unternehmen mit etwa 350 Mitarbeitern. Im Jahr 1989 verkaufte sie im Alter von 67 Jahren das Unternehmen an die Ehrmann AG.

## Stifterin
Margarete Ammon gründete 2002 die gemeinnützige Margarete-Ammon-Stiftung und 2020 übertrug sie ihr Vermögen an diese Stiftung. Die Stiftung fördert die Forschung in der Medizin, unterstützt ökologische Projekte, den Landschaftsschutz, Begabte in nicht akademischen Berufen und Kunst und Kultur werden ebenfalls gefördert.

## Ehrungen
Sie war Ehrensenatorin der Technischen Universität München, wo sie sich insbesondere für die Förderung von Frauen in der Wissenschaft einsetzte. Für ihre Leistungen in der Gesellschaft erhielt sie den Bayerischen Verdienstorden und das Bundesverdienstkreuz am Bande. Sie wurde des Weiteren zur Ehrenbürgerin der Stadt Thannhausen ernannt.